# Ercole Gallegati
Ercole Gallegati (Faenza, 21 novembre 1911 – Castel San Pietro Terme, 19 agosto 1990) è stato un lottatore allenatore di lotta italiano. Ha partecipato a quattro edizioni dei Giochi olimpici estivi, vincendo due medaglie di bronzo.

## Biografia

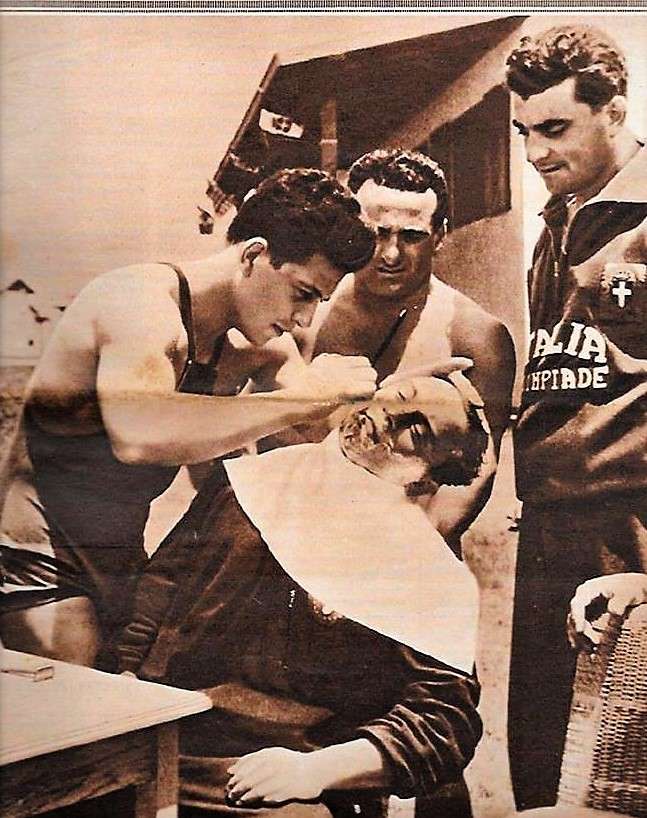
Ercole Gallegati e Giovanni Gozzi a Los Angeles nel 1932

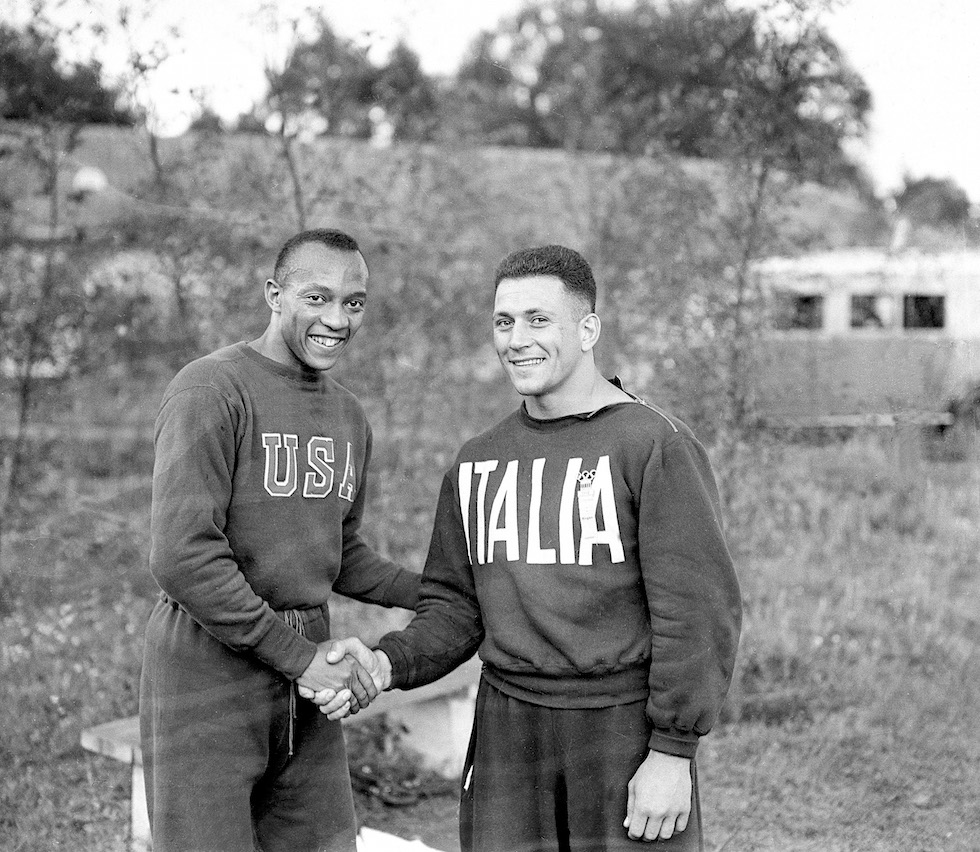
Jesse Owens e Ercole Gallegati nel 1935

Inizia la sua carriera da lottatore nella Faenza Sportiva (rinominato Club Atletico Faenza) sotto la guida di Giovanni Lucchesi e Mario Golinelli.
A vent'anni, nel 1931, s'impone per la prima volta ai campionati italiani sia in greco-romana che in stile libero. Quindi partecipa di diritto agli europei di lotta svolti quell'anno a Praga, dove si classifica al quinto posto.
L'anno successivo fa parte della nazionale olimpica italiana che partecipa ai Giochi Olimpici di Los Angeles 1932 dove conquista la medaglia di bronzo nei medio-leggeri alle spalle dello svedese Ivar Johansson e del finlandese Väinö Kajander.
Nell'aprile 1934 agli Europei di Roma è terzo.
Ai Giochi di Berlino gareggia nei medi in greco-romana, classificandosi terzo.
Nel 1943 passa al Gruppo sportivo dei Vigili del Fuoco di Roma dove vince il titolo italiani in greco-romana e il titolo italiano a squadre.
Nel dopoguerra all'Olimpiade londinese del 1948 ottiene la seconda medaglia di bronzo, a 16 anni di distanza dalla prima. A 41 anni si ripresenta ai Giochi di Helsinki dove conquista il 6º posto.
Nel 1956, a 45 anni, si aggiudica l'ultimo titolo italiano, il trentunesimo della sua carriera (20 in lotta greco-romana, 11 in stile libero).
Gallegati vanta 43 presenze in Nazionale, di cui 41 nella lotta greco-romana.
Finita l'attività agonistica, si dedica all'allenamento nella FIAP e sarà anche consigliere comunale di Faenza.

## Palmarès
| Anno | Manifestazione  | Sede        | Evento                 | Risultato | Note |
| ---- | --------------- | ----------- | ---------------------- | --------- | ---- |
| 1931 | Europei         | Praga       | GR 71 kg               | 4° Round  |      |
| 1932 | Giochi olimpici | Los Angeles | GR Pesi welter (72 kg) | Bronzo    |      |
| 1934 | Europei         | Roma        | GR Pesi welter (72 kg) | Bronzo    |      |
| 1936 | Giochi olimpici | Berlino     | GR Pesi medi (79 kg)   | 6º        |      |
| 1936 | Giochi olimpici | Berlino     | LL Pesi medi (79 kg)   | 7º        |      |
| 1937 | Europei         | Parigi      | GR Pesi medi (79 kg)   | 4° Round  |      |
| 1939 | Europei         | Oslo        | GR Pesi medi (79 kg)   | 4° Round  |      |
| 1947 | Europei         | Praga       | GR Pesi medi (79 kg)   | 3° Round  |      |
| 1948 | Giochi olimpici | Londra      | GR Pesi medi (79 kg)   | Bronzo    |      |
| 1952 | Giochi olimpici | Helsinki    | GR Pesi medi (79 kg)   | 6º        |      |

### Campionati italiani

#### Stile libero
- Trieste 1931 1º posto 72 kg[1]
- Roma-Trieste 1932 1º posto 79 kg
- Roma-Trieste 1933 1º posto 79 kg
- Roma 1936 1º posto 79 kg
- Bologna 1937 1º posto 87 kg
- Genova 1938 1º posto 79 kg
- Trieste 1939 1º posto 79 kg
- Littoria 1940 1º posto 79 kg
- Genova 1941 1º posto 87 kg
- Roma 1947 1º posto 79 kg
- Genova 1948 1º posto 87 kg

#### Greco romana
- Roma 1931 1º posto 72 kg[2]
- Torino, Genova, Roma 1932 1º posto 72 kg
- Torino, Faenza 1933 1º posto 79 kg
- Faenza e Bologna 1934 1º posto 79 kg
- Roma, Genova, Faenza 1935 1º posto 87 kg
- Prato 1936 1º posto 79 kg
- Torino 1937 1º posto 87 kg
- Bologna 1938 1º posto 79 kg
- Pisa 1939 1º posto 79 kg
- Torino, Faenza 1940 1º posto 79 kg
- Bologna 1941 1º posto 79 kg
- Bari, Genova, Napoli, Faenza 1942 1º posto 79 kg
- Faenza 1943 1º posto 87 kg
- Milano 1946 1º posto 87 kg
- Napoli 1948 1º posto 87 kg
- Pavia 1950 1º posto 87 kg
- Cagliari 1951 1º posto 87 kg
- Bologna 1952 1º posto 87 kg
- Faenza 1954 1º posto +87 kg
- Faenza 1956 1º posto 87 kg

### Altro
- Coppa Italia per regioni 1947 1º posto con la regione Emilia-Romagna